# Мейкон (округ, Джорджия)
Ме́йкон (англ. Macon County) — округ штата Джорджия, США. Население округа на 2000 год составляло 14 074 человек. Административный центр округа — город Оглторп.

## История
Округ Мейкон основан в 1837 году.

## География
Округ занимает площадь 1043.8 км2.

## Демография
Согласно Бюро переписи населения США, в округе Мейкон в 2000 году проживало 14 074 человек. Плотность населения составляла 13.5 человек на квадратный километр.